# Klayusiwalan
Klayusiwalan is een bestuurslaag in het regentschap Pati van de provincie Midden-Java, Indonesië. Klayusiwalan telt 3349 inwoners (volkstelling 2010).